# Silnice II/303
Silnice II/303 je silnice druhé třídy v Královéhradeckém kraji. Spojuje města Náchod, Hronov, Police nad Metují a Broumov, odkud pokračuje do Janoviček, kde u restaurace Zámeček silnice končí (dál směrem k polským hranicím pokračuje jako lesní cesta).
Jedná se o nejdůležitější silniční spojnici Broumovska s vnitrozemím (a jedinou spojnicí určenou pro nákladní dopravu).
Celková délka silnice je 38,8 km.

## Vedení silnice
- Náchod (I/14)
- Hronov (II/567)
- Police nad Metují (II/301)
- Broumov (II/302)
- Janovičky